# Blatz
Blatz, ou Blatz Spiele, est un éditeur de jeux de société basé à Berlin en Allemagne. Fondé en 1992, Blatz Spiele a racheté en 1997 la société Schmidt Spiele, et publie désormais ses jeux sous ce nom. Elle possède également la marque Hans im Glück depuis 1993.

## Quelques jeux édités
- Die Osterinsel, 1993, Alex Randolph et Leo Colovini
- Kula Kula, 1993, Reinhold Wittig, Spiel des Jahres  plus beau jeu 1993
- Doctor Faust, 1994, Reinhold Wittig, Spiel des Jahres  plus beau jeu 1994
- Yucata, 1996, Stefan Dorra
- Banque fatale, 1997, Stefan Dorra